# U.S. Open (scacchi)
Lo United States Open Chess Championship, noto comunemente come U.S. Open, è un campionato di scacchi open (aperto a tutti, anche agli stranieri) che si svolge annualmente negli Stati Uniti a partire dal 1900. Il campionato nazionale degli USA è invece il  Campionato statunitense di scacchi (closed U.S. Championship), riservato ai giocatori statunitensi e al quale si accede solo tramite inviti.

## Storia
Fino al 1934 venne organizzato dalla Western Chess Association, poi fino al 1938 dalla American Chess Federation, e si chiamava Western Open. Dal 1939 si chiama U.S. Open ed è organizzato dalla United States Chess Federation.
Nei primi anni il torneo si svolgeva col sistema del girone all'italiana (round-robin), con una fase preliminare seguita dalle semifinali e dalle finali. Dal 1947 si svolge col sistema svizzero. Fino al 1965 si svolse su 12 o 13 turni e durava anche due settimane. In seguito si passò a 9 turni giocati in 9 giorni. Lo U.S. Open del 1963 a Chicago ebbe 266 giocatori, un record di partecipazione per gli Stati Uniti fino a quel momento. Nel 2005 e 2006 vi furono oltre 500 partecipanti.
I premi in denaro sono sempre stati piuttosto alti, ciò che ha contribuito alla popolarità di questo campionato. Il montepremi dell'edizione del 2006 era di 40.000 USD, dei quali 8.000 andarono al vincitore.

## Albo dei vincitori
| #   | Anno | Località                 | Vincitori |
| --- | ---- | ------------------------ | --- |
| 1   | 1900 | Excelsior                | Louis Uedemann |
| 2   | 1901 | Excelsior                | Nicholas MacLeod |
| 3   | 1902 | Excelsior                | Louis Uedemann |
| 4   | 1903 | Chicago                  | Max Judd |
| 5   | 1904 | Saint Louis              | Stasch Mlotkowski |
| 6   | 1905 | Excelsior                | Edward F. Schrader |
| 7   | 1906 | Chicago                  | George H. Wolbrecht |
| 8   | 1907 | Excelsior                | Einar Michelsen |
| 9   | 1908 | Excelsior                | Edward P. Elliot |
| 10  | 1909 | Excelsior                | Oscar Chajes |
| 11  | 1910 | Chicago                  | George. H. Wolbrecht |
| 12  | 1911 | Excelsior                | Charles Blacke |
| 13  | 1912 | Excelsior                | Edward P. Elliot |
| 14  | 1913 | Chicago                  | Bradford B. Jefferson |
| 15  | 1914 | Memphis                  | Bradford B. Jefferson |
| 16  | 1915 | Excelsior                | Jackson Showalter |
| 17  | 1916 | Chicago                  | Edward Lasker |
| 18  | 1917 | Lexington                | Edward Lasker |
| 19  | 1918 | Chicago                  | Borislav Kostić |
| 20  | 1919 | Cincinnati               | Edward Lasker |
| 21  | 1920 | Memphis                  | Edward Lasker |
| 22  | 1921 | Cleveland                | Edward Lasker |
| 23  | 1922 | Louisville               | Samuel Factor |
| 24  | 1923 | San Francisco            | Stasch Mlotkowski, Norman Whitaker                                                                                              |
| 25  | 1924 | Detroit                  | Carlos Torre |
| 26  | 1925 | Cedar Point              | Abraham Kupchik |
| 27  | 1926 | Chicago                  | Leon Stolzenberg |
| 28  | 1927 | Kalamazoo                | Albert Charles Margolis |
| 29  | 1928 | South Bend               | Leon Stolzenberg |
| 30  | 1929 | Saint Louis              | Herman H. Hahlbohm |
| 31  | 1930 | Chicago                  | Samuel Factor, Norman Whitaker                                                                                                  |
| 32  | 1931 | Tulsa                    | Samuel Reshevsky |
| 33  | 1932 | Minneapolis              | Reuben Fine |
| 34  | 1933 | Detroit                  | Reuben Fine |
| 35  | 1934 | Chicago                  | Reuben Fine, Samuel Reshevsky                                                                                                   |
| 36  | 1935 | Milwaukee                | Reuben Fine |
| 37  | 1936 | Filadelfia               | Al Horowitz |
| 38  | 1937 | Chicago                  | David Polland |
| 39  | 1938 | Boston                   | Al Horowitz, Isaac Kashdan |
| 40  | 1939 | New York                 | Reuben Fine |
| 41  | 1940 | Dallas                   | Reuben Fine |
| 42  | 1941 | Saint Louis              | Reuben Fine |
| 43  | 1942 | Dallas                   | Herman Steiner, Daniel Yanofsky                                                                                                 |
| 44  | 1943 | Syracuse                 | Al Horowitz |
| 45  | 1944 | Boston                   | Samuel Reshevsky |
| 46  | 1945 | Peoria                   | Anthony Santasiere |
| 47  | 1946 | Pittsburgh               | Herman Steiner |
| 48  | 1947 | Corpus Christi           | Isaac Kashdan |
| 49  | 1948 | Baltimora                | Weaver W. Adams |
| 50  | 1949 | Omaha                    | Albert Sandrin Jr. |
| 51  | 1950 | Detroit                  | Arthur Bisguier |
| 52  | 1951 | Fort Worth               | Larry Evans |
| 53  | 1952 | Tampa                    | Larry Evans |
| 54  | 1953 | Milwaukee                | Donald Byrne |
| 55  | 1954 | New Orleans              | Larry Evans, Arturo Pomar |
| 56  | 1955 | Long Beach               | Nicolas Rossolimo |
| 57  | 1956 | Oklahoma City            | Arthur Bisguier |
| 58  | 1957 | Cleveland                | Bobby Fischer, Arthur Bisguier                                                                                                  |
| 59  | 1958 | Rochester                | E. Cobo Arteaga |
| 60  | 1959 | Omaha                    | Arthur Bisguier |
| 61  | 1960 | Saint Louis              | Robert Byrne |
| 62  | 1961 | San Francisco            | Pál Benkő |
| 63  | 1962 | San Antonio              | Antonio Medina García |
| 64  | 1963 | Chicago                  | William Lombardy, Robert Byrne                                                                                                  |
| 65  | 1964 | Boston                   | Pál Benkő |
| 66  | 1965 | Río Piedras (Porto Rico) | Pál Benkő, William Lombardy |
| 67  | 1966 | Seattle                  | Pál Benkő, Robert Byrne |
| 68  | 1967 | Atlanta                  | Pál Benkő |
| 69  | 1968 | Aspen                    | Bent Larsen |
| 70  | 1969 | Lincoln                  | Pál Benkő, Arthur Bisguier Milan Vukčević                                                                                       |
| 71  | 1970 | Boston                   | Bent Larsen |
| 72  | 1971 | Ventura                  | Walter Browne, Larry Evans |
| 73  | 1972 | Atlantic City            | Walter Browne |
| 74  | 1973 | Chicago                  | Norman Weinstein |
| 75  | 1974 | New York                 | Pál Benkő, Vlastimil Hort |
| 76  | 1975 | Lincoln                  | Pál Benkő, William Lombardy |
| 77  | 1976 | Fairfax                  | Anatolij Lejn, Leonid Šamkovič                                                                                                  |
| 78  | 1977 | Columbus                 | Leonid Šamkovič, Andrew Soltis Timothy Taylor                                                                                   |
| 79  | 1978 | Phoenix                  | Joseph Bradford |
| 80  | 1979 | Chicago                  | Florin Gheorghiu |
| 81  | 1980 | Atlanta                  | John Fedorowicz, Florin Gheorghiu                                                                                               |
| 82  | 1981 | Palo Alto                | Florin Gheorghiu, Larry Christiansen Jeremy Silman, Nick de Firmian John Meyer                                                  |
| 83  | 1982 | Saint Paul               | Andrew Soltis, William Martz |
| 84  | 1983 | Pasadena                 | Larry Christiansen, Viktor Korčnoj                                                                                              |
| 85  | 1984 | Fort Worth               | Roman Dzindzichashvili, Sergey Kudrin                                                                                           |
| 86  | 1985 | Hollywood                | Yasser Seirawan, Boris Spasskij Joel Benjamin                                                                                   |
| 87  | 1986 | Somerset                 | Larry Christiansen |
| 88  | 1987 | Portland                 | Lev Al'burt |
| 89  | 1988 | Boston                   | Dmitry Gurevič |
| 90  | 1989 | Chicago                  | Lev Al'burt |
| 91  | 1990 | Jacksonville             | Yasser Seirawan |
| 92  | 1991 | Los Angeles              | Michael Rohde, Vladimir Hakobyan                                                                                                |
| 93  | 1992 | Dearborn                 | Grigorij Kajdanov |
| 94  | 1993 | Filadelfia               | Alexander Shabalov |
| 95  | 1994 | Chicago                  | Georgi Orlov, Dmitry Gurevich Benjamin Finegold, Smbat Lpowtyan Leo Kaushansky, Albert Chow                                     |
| 96  | 1995 | Concord                  | Aleksej Ermolinskij |
| 97  | 1996 | Alexandria               | Gabriel Schwartzman |
| 98  | 1997 | Orlando                  | Aleksej Ermolinskij |
| 99  | 1998 | Kailua (Hawaii)          | Judit Polgár, Boris Gul'ko |
| 100 | 1999 | Reno                     | Aleksej Ermolinskij, Alexander Goldin Eduardas Rozentalis, Alexander Shabalov Gabriel Schwartzman, Michael Mulyar               |
| 101 | 2000 | Saint Paul               | Aleksej Ermolinskij |
| 102 | 2001 | Framingham               | Alexander Wojtkiewicz, Joel Benjamin Oleksandr Stripuns'kyj, Fabian Doettling                                                   |
| 103 | 2002 | Cherry Hill              | Gennadi Zaichik, Evgenij Naer                                                                                                   |
| 104 | 2003 | Los Angeles              | Alexander Shabalov |
| 105 | 2004 | Fort Lauderdale          | Aleksandr Oniščuk, Rodrigo Vázquez Aleksander Wojtkiewicz, Ildar Ibragimov Andranik Matikozian, Renier González Marcel Martinez |
| 106 | 2005 | Phoenix                  | Vadim Milov, Joel Benjamin |
| 107 | 2006 | Oak Brook                | Jurij Šul'man |
| 108 | 2007 | Cherry Hill              | Boris Gul'ko, Sergey Kudrin Benjamin Finegold, Alexander Shabalov Michael Rohde, Michael Mulyar Anton Paolo Del Mundo           |
| 109 | 2008 | Dallas                   | Alexander Shabalov, Rade Milovanović Enrico Sevillano                                                                           |
| 110 | 2009 | Indianapolis             | Dimitry Gurevič, Sergey Kudrin Alex Lenderman, Aleksej Ermolinskij Jacek Stopa, Jesse Kraai                                     |
| 111 | 2010 | Irvine                   | Alejandro Ramírez |
| 112 | 2011 | Orlando                  | Alex Lenderman |
| 113 | 2012 | Vancouver                | Manuel León Hoyos, Dmitry Gurevič John Daniel Bryant                                                                            |
| 114 | 2013 | Madison                  | John Friedel, Mackenzie Molner Julio Sandorra                                                                                   |
| 115 | 2014 | Orlando                  | Conrad Holt |
| 116 | 2015 | Phoenix                  | Alexander Shabalov |
| 117 | 2016 | Indianapolis             | Alexander Shabalov |
| 118 | 2017 | Norfolk                  | Alex Lenderman |
| 119 | 2018 | Middleton                | Timur Gareev |
| 120 | 2019 | Orlando                  | Illja Nyžnyk |
|     | 2020 | non disputato            | |
| 121 | 2021 | Cherry Hill              | Alex Lenderman |
| 122 | 2022 | Rancho Mirage            | Aleksei Sorokin |
| 123 | 2023 | Grand Rapids             | Aleksei Sorokin |
| 123 | 2024 | Norfolk                  | Semen Khanin |
| 124 | 2025 | Middleton                | Dariusz Swiercz |